# Kepler-22
Kepler-22 är en stjärna i den nordliga konstellationen Cygnus, Svanen, på ett uppskattat avstånd av 620 ljusår (190 parsek). Stjärnan kan ses med ett teleskop med en öppning på minst 4 tum (10 cm). Kepler-22 är något mindre och kallare än solen, med en lägre andel grundämnen som är tyngre än helium. 

## Planetsystem
Den 5 december 2011 meddelade forskare knutna till Nasas rymdteleskop Kepler att en möjlig jordliknande värld, Kepler-22b, hade upptäckts med bana i stjärnans beboeliga zon.